# Église Saint-Jean-Baptiste de Jougne
 (mars 2020).
Si vous disposez d'ouvrages ou d'articles de référence ou si vous connaissez des sites web de qualité traitant du thème abordé ici, merci de compléter l'article en donnant les références utiles à sa vérifiabilité et en les liant à la section « Notes et références ».
L'église Saint-Jean-Baptiste de Jougne est une église située sur le territoire de la commune de Jougne en France.

## Localisation
Construite au sud du bourg, elle domine la vallée de la Jougnena et la route des Alpes arrivant de la Suisse.

## Historique
S'appuyant sur les anciennes fortifications, elle sert à protéger le bourg des invasions pouvant venir de la Suisse ou de la vallée de la Jougnena ; ce passage était fermé par une porte dont il reste les deux piliers et les gonds. L'église d'origine étant jugée trop vétuste et trop petite du fait du fort développement de la population des forges du hameau de La Ferrière (en effet, la population de Jougne est passée de 1 317 habitants en 1856 à 2020 en 1872, soit pratiquement 50%  en une quinzaine d'années), une nouvelle église plus grande est construite vers 1860 en conservant le clocher d'origine. Un incendie détruit en partie l'édifice en 1870. Pour raisons d'économies, la commune rebâtit un clocher plus simple, visible sur une carte postale de l'époque ; ce n'est qu'en 1981 qu'un nouveau clocher dans le style comtois est reconstruit.

## Images

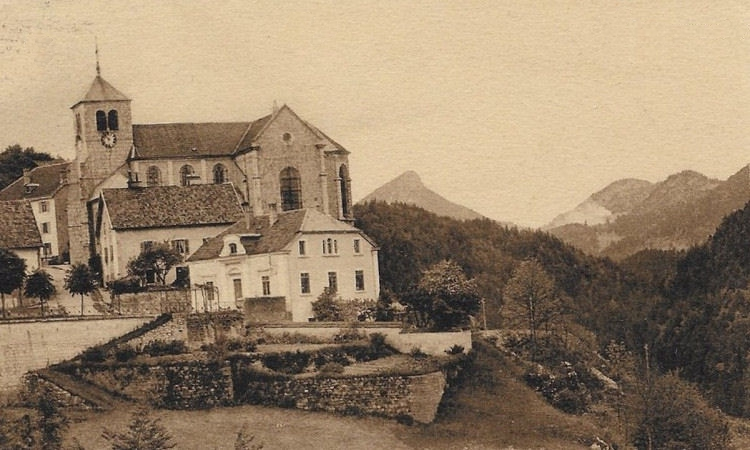
Carte postale de l'église vers 1910.
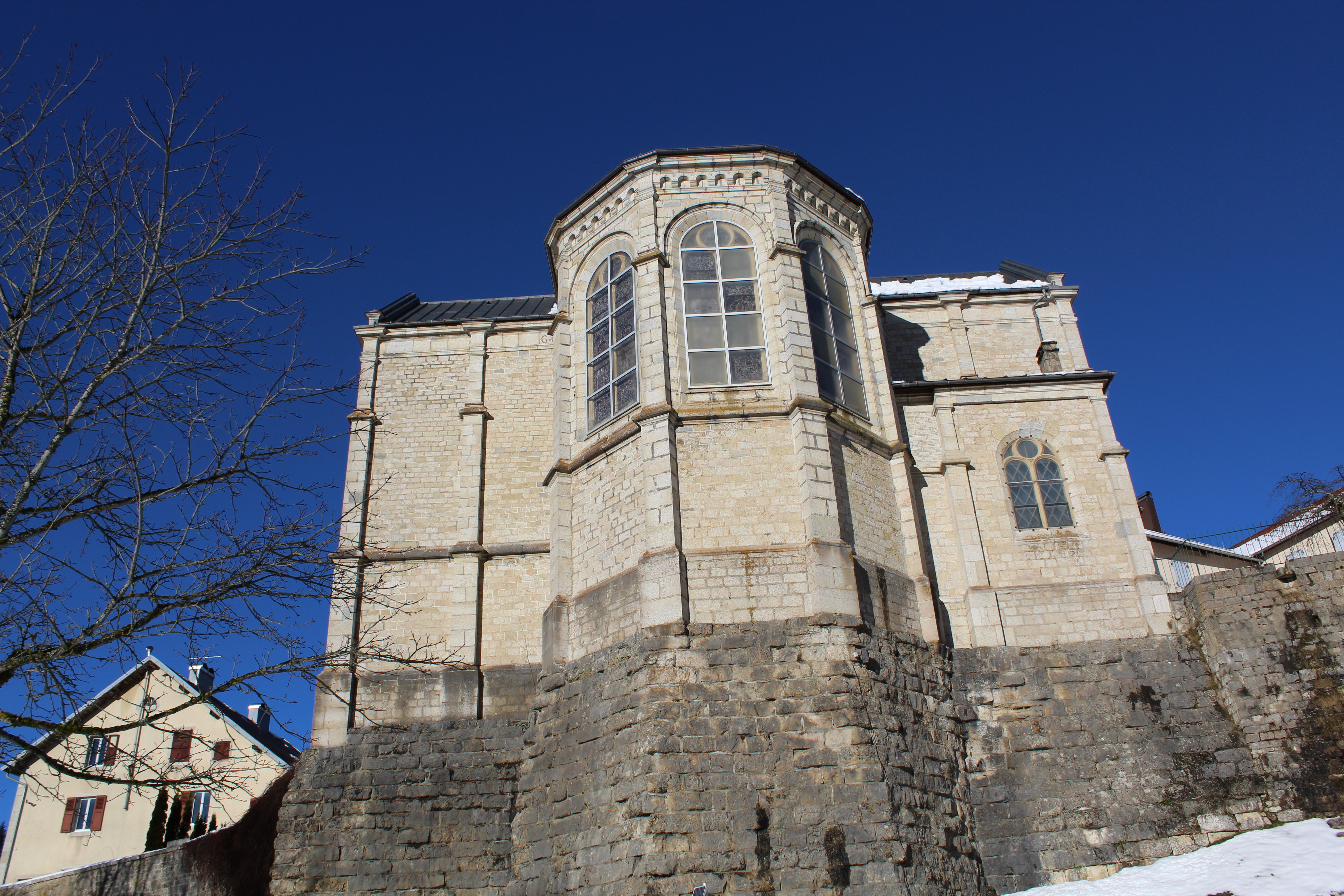
Murs et chapelle bâtis sur les anciennes fortifications;
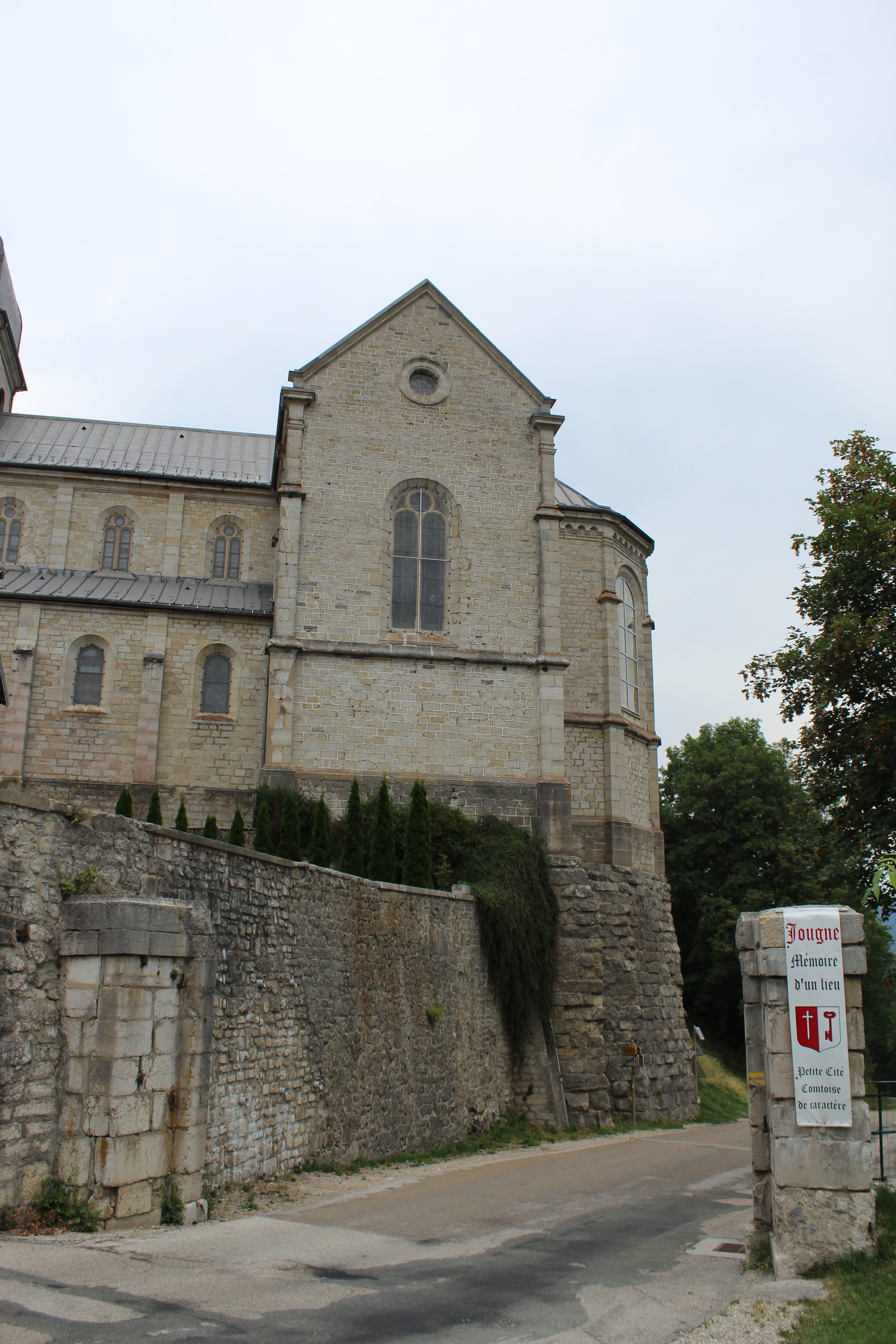
Piliers de l'ancienne porte qui protégeait la route venant de le vallée de la Jougnena.
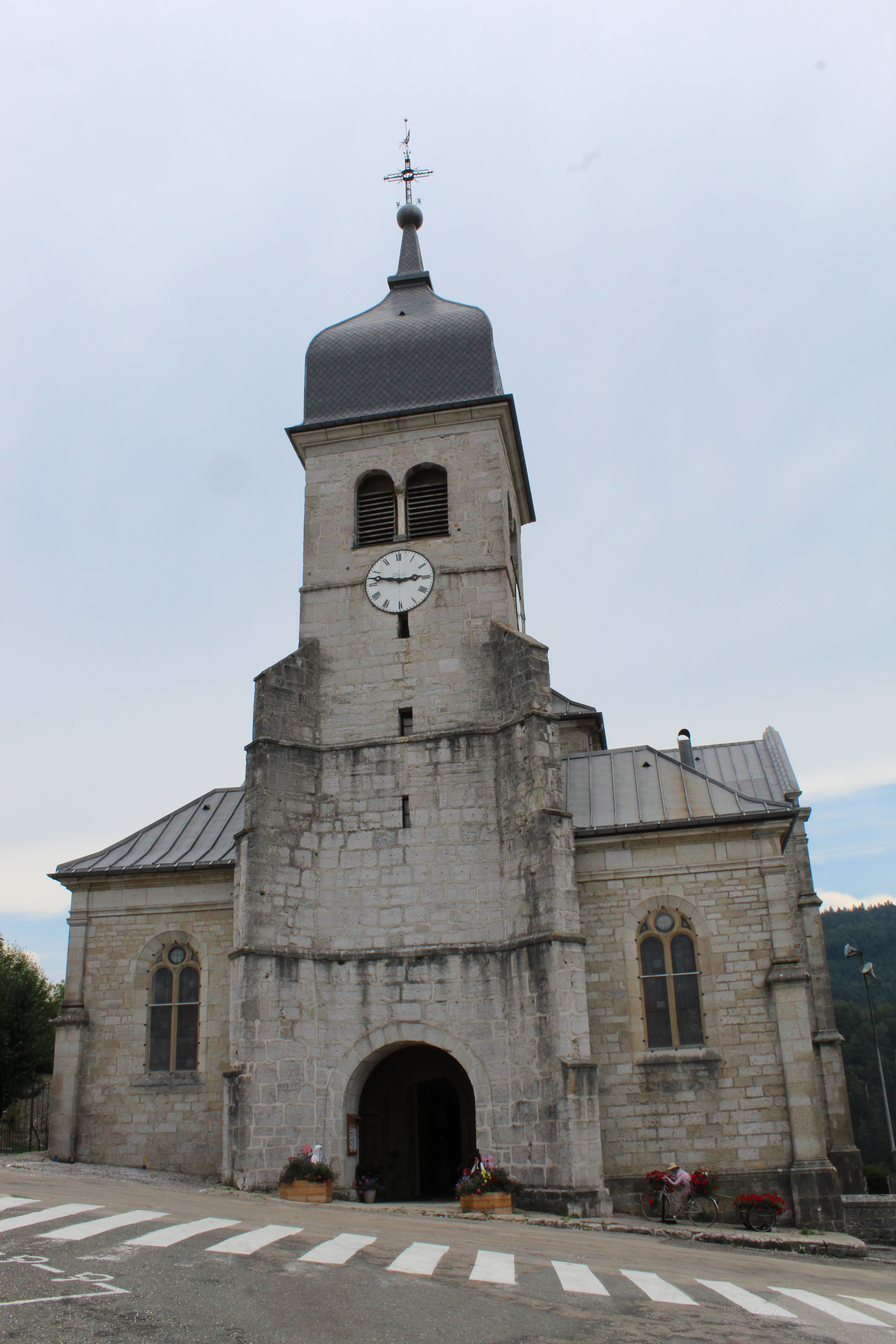
Façade de l'église.
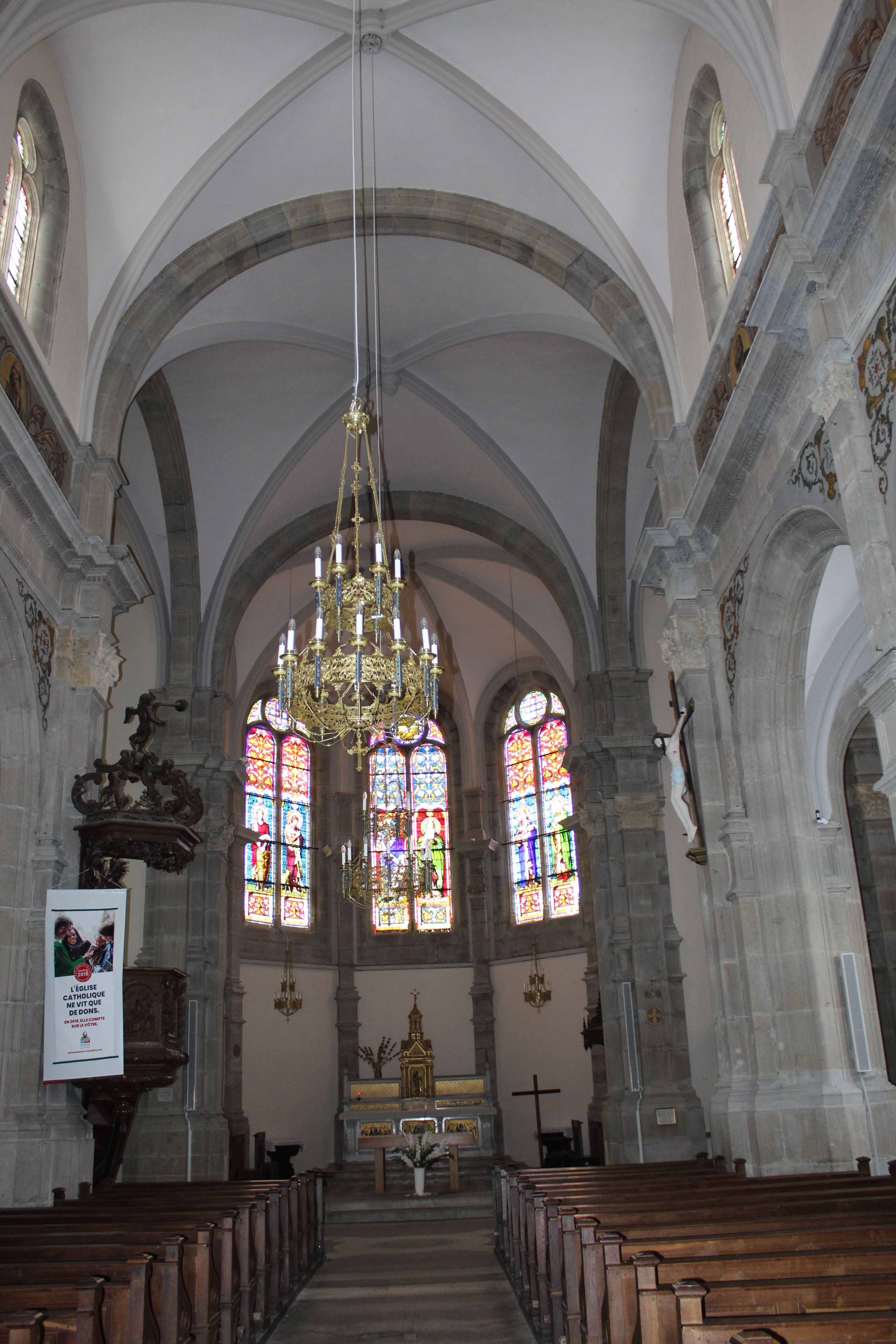
La nef.
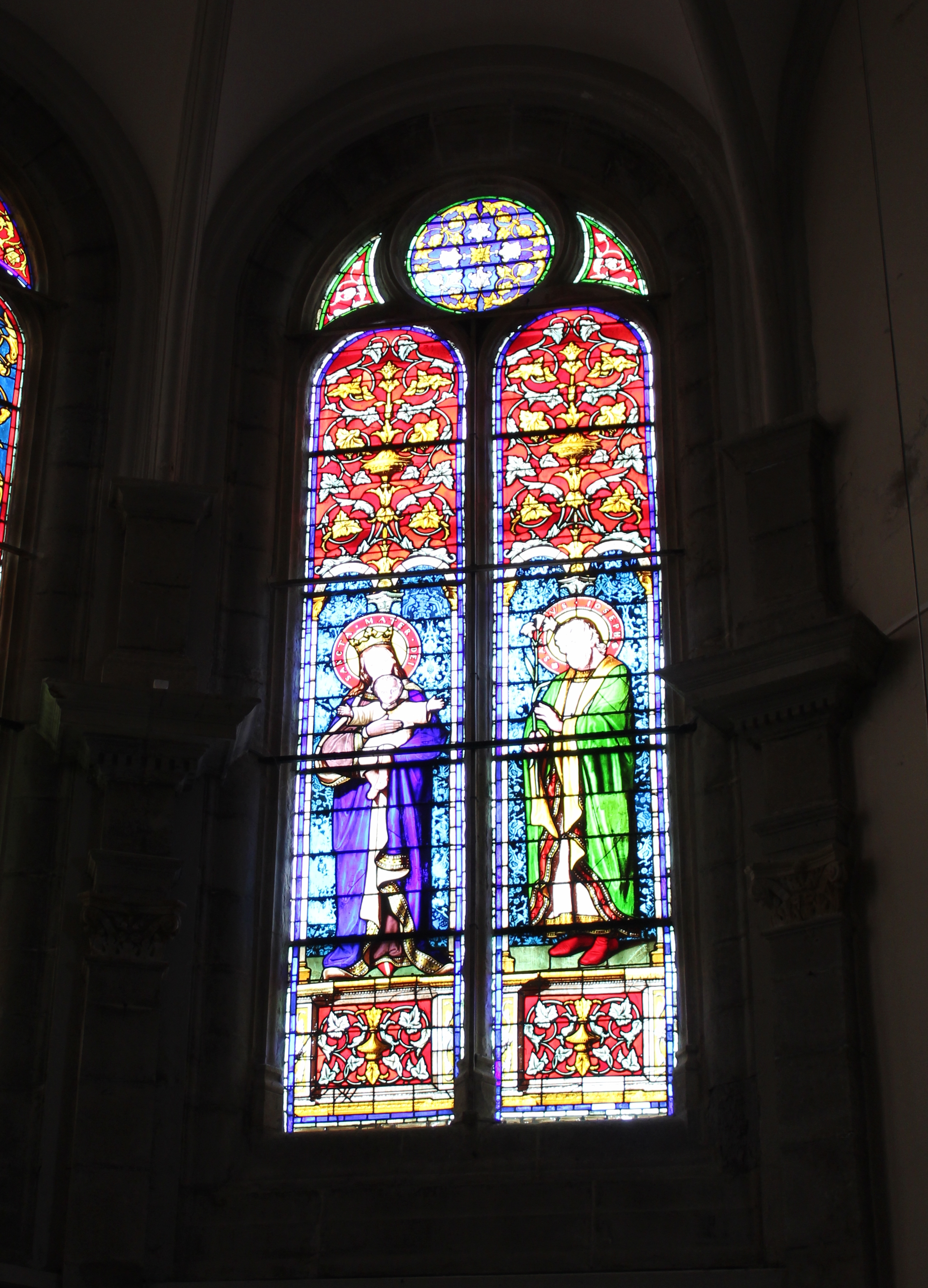
Un vitrail de la chapelle centrale.
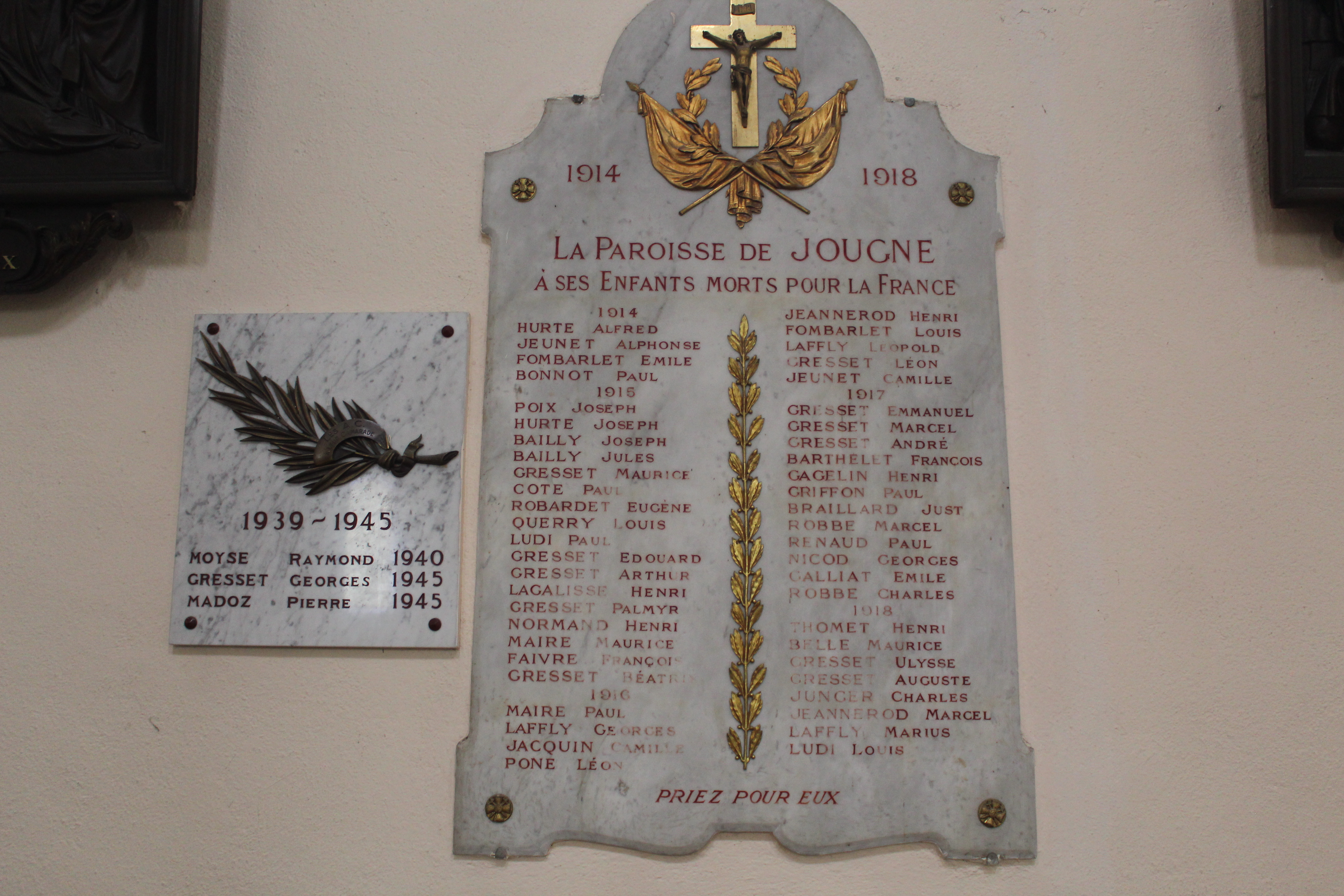
Monument aux morts paroissial.